# Cucullia atrocaerulea
Cucullia atrocaerulea är en fjärilsart som beskrevs av Tshetvertikov 1925. Cucullia atrocaerulea ingår i släktet Cucullia och familjen nattflyn. Inga underarter finns listade i Catalogue of Life.